# Étienne Martin de Beurnonville
Pour les articles homonymes, voir Étienne Martin (homonymie), Martin et Beurnonville.
 (février 2019).
Si vous disposez d'ouvrages ou d'articles de référence ou si vous connaissez des sites web de qualité traitant du thème abordé ici, merci de compléter l'article en donnant les références utiles à sa vérifiabilité et en les liant à la section « Notes et références ».
Étienne Martin de Beurnonville, né le 11 juillet 1789 à Laferté-sur-Aube (Haute-Marne), et mort le 30 juillet 1876 au château de La Chapelle à Labbeville, est un militaire et homme politique français.

## Biographie
D'abord destiné à la marine, puis admis à l'École militaire de Fontainebleau le 15 décembre 1806, en sort le 27 février 1807, avec le grade de sous-lieutenant au 27e d'infanterie légère, division Villatte, 1er corps, sous les ordres de Bernadotte, et fait la campagne de Prusse.
En 1808, le 1er corps, commandé alors par Victor, passe en Espagne. M. de Beurnonville assiste avec le 27e léger, aux combats de Durango, de Balmaseda, et à la bataille d'Espinosa ; Lieutenant le 24 novembre suivant, il assiste à la bataille de Somosierra, à la prise de Madrid, aux batailles d'Uclès et de Medellin. Aide de camp de Macdonald en 1810 et 1811, c'est lui qui porte à Paris les drapeaux de la garnison de Figuières. Il est capitaine aide-de-camp depuis le 26 juin 1810. Il est avec Macdonald à la campagne de Russie, au siège de Rīga.
Chef de bataillon le 13 avril 1813, il assiste à l'attaque de Mersebourg, aux batailles de Lützen et de Bautzen et à tous les combats livrés par le 11e corps. Il prend part, toujours avec Macdonald, aux opérations de l'armée de Silésie, aux batailles des 16 et 19 octobre devant Leipzig. Le 19, il couvre la retraite avec les débris des 5e et 11e corps, et faillit périr avec Poniatowski en traversant la Pleiße. Le 30 octobre, à Hanau, il prend le commandement du 22e léger, dont le colonel vient d'être tué. Il n'est réellement nommé que le 7 novembre suivant. Le 29 novembre, il combat avec un courage héroïque contre Bulow, et une balle lui traverse la poitrine.
Après le départ de Napoléon Ier pour l'île d'Elbe, Beurnonville s'attache sincèrement aux Bourbons, est fait chevalier de Saint-Louis le 7 août 1814, et baron le 6 décembre suivant. Il a été nommé colonel du 1er léger le 20 mai 1814.
Le 20 mars 1815, plusieurs régiments de la garnison de Paris concentrés à Ris ont quitté la cocarde blanche et se sont dirigées sur Fontainebleau au-devant de Napoléon ; le 1er léger, commandé par Beurnouville demeure calme et immobile. Le colonel Beurnouville est mis à la retraite le 22 mars. Au retour de Louis XVIII, il est nommé colonel du 6e d'infanterie de la garde royale et le 7 novembre, il est fait maréchal-de-camp, sans perdre son régiment, et commandeur de la Légion d'honneur le 18 mai 1820.
Après la mort du maréchal Pierre Riel de Beurnonville le 23 avril 1821, son neveu est élevé à la dignité de pair de France. Le 17 juillet 1822, il suit le duc d'Angoulême en Espagne, en qualité d'aide de camp, reçoit la croix de 4e classe de l'ordre de Saint-Ferdinand d'Espagne, et deux ans après, est nommé grand officier de la Légion d'honneur.

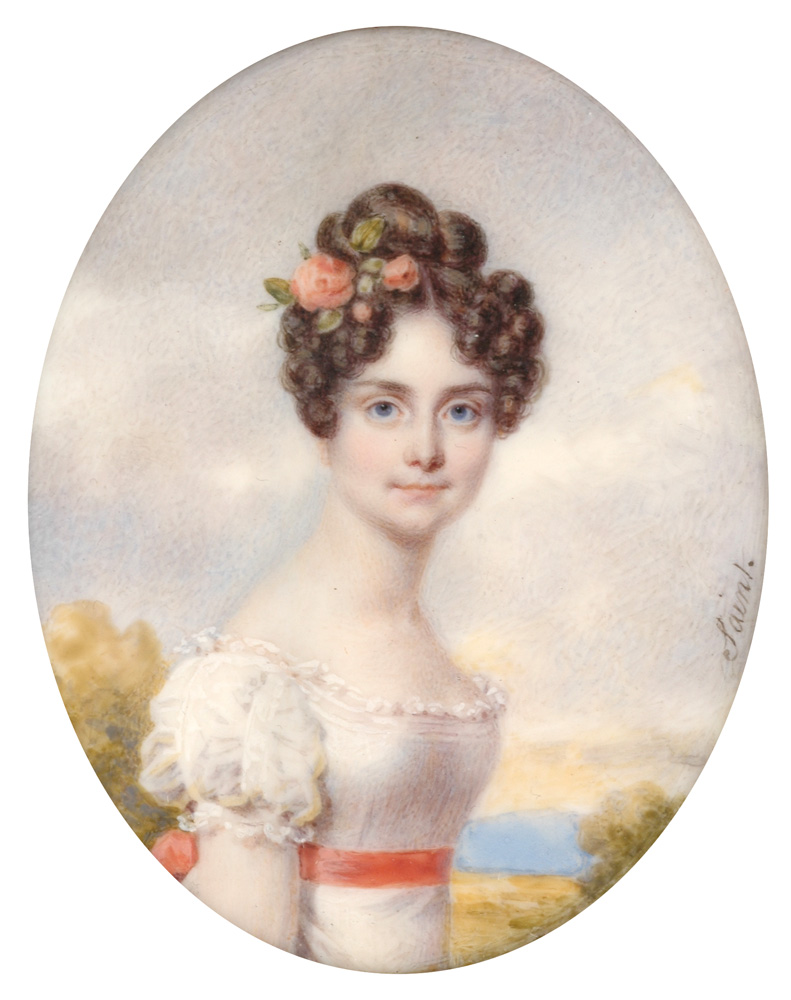
Portrait de son épouse, née Colette de Reiset - par Daniel Saint.

Absent de Paris pendant les journées de juillet, il rejoint le duc d’Angoulême à Saint-Lô, et l'accompagne jusqu'à Cherbourg.
Pair de France, il s’inscrit contre la proposition Baude, relative à l'expulsion des Bourbons de la branche aînée, et, lors de la discussion de l'article 23 de la Charte qui prononce l'abolition de l'hérédité de la pairie, il ne veut pas participer à ce qu'il croyait un suicide politique et donne sa démission.